# Gymnognathini
Gymnognathini es una tribu de coleópteros polífagos de la familia Anthribidae. Contiene los siguientes géneros:

## Géneros
Según BioLib
- Domoptolis Jordan, 1904
- Gymnognathus Schönherr, 1826
- Homalorhamphas Haedo Rossi & Viana, 1957
- Orthotropis Jordan, 1904
- Strabopsis Jordan, 1953
- Systaltocerus Labram & Imhoff, 1840

Según Wikispecies
- Androporus – Anthribidus – Anthrimecus – Aranthribus – Atropideres – Caliobius – Cerius – Dasyanthribus – Domoptolis – Entromus – Etnalidius – Eugonissus – Garyus – Gymnognathus – Gynarchaeus – Hoherius – Homalorhamphus – Hoplorhaphus – Howeanthribus – Isanthribus – Leaoanthribus – Lichenobius – Lophus – Mesocranius – Orthotropis – Phymatus – Pleosporius – Sharpius – Solox – Strabopsis – Systaltocerus – Taburnus – Teratanthribus – Tribasileus – Xenanthribus – Xylanthribus